# SN 2009ba
SN 2009ba – supernowa odkryta 21 marca 2009 roku w galaktyce IC 582. W momencie odkrycia miała maksymalną jasność 18,40m.